# Tip Tip
Tip Tip is een monument in Nieuw-Amsterdam in Suriname. Het staat tegenover het districtscommissariaat met in de directe omgeving Baba en Mai en het Onafhankelijkheidsmonument. Het bevindt zich binnen in het Fort Nieuw-Amsterdam.
Het kunstwerk is een installatie bestaande uit twee Javaanse slippers. Het werd ontworpen door George Struikelblok die ze maakte ter gelegenheid van de 30-jarige herdenking van de Surinaamse onafhankelijkheid (2005/2006). Het kunstwerk herinnert aan de immigratie van de eerste 94 Javaanse contractarbeiders naar Suriname op 9 augustus 1890. Het werd gefinancierd door de Nederlandse ambassade.
Tip Tips, oorspronkelijk Teklé, zijn slippers die door de Javaanse contractarbeiders werden meegebracht. Ze bestaan uit een zool van hout met daaroverheen rubber van de balataboom. Eind 19e eeuw was schoeisel duur en werd het gebruik ervan overgenomen door de Creolen en Hindoestanen. De naam teklé wijzigde zich naar tip tip en het balatarubber werd vervangen door de buitenband van een fiets.
In combinatie met 30 jaar onafhankelijkheid werden dertig Tip Tips van Struikelblok, oftewel vijftien paren, op verschillende plaatsten opgesteld. Begin maart 2006 werd  het eerste paar in Fort Nieuw-Amsterdam geplaatst. Deze werd officieel eind maart 2006 onthuld onder aanwezigheid van minister Hendrik Setrowidjojo van Sociale Zaken en Volkshuisvesting, districtscommissaris Humphrey Soekimo en de Nederlandse ambassadeur Henk Soeters.